# Gouvernement Matan Ruak
Timor oriental
Marí Alkatiri Gusmão III
Le 8e gouvernement du Timor oriental, ou gouvernement Matan Ruak, est le gouvernement constitutionnel du Timor oriental (en) du 22 juin 2018 au 1er juillet 2023. Il est formé à l'issue des élections législatives du 12 mai 2018, sous la 5e législature du Parlement national.

## Contexte
Les élections législatives est-timoraises de 2018 se déroulent de manière anticipée le 12 mai 2018 au Timor oriental à la suite de l'échec de la formation d'une coalition gouvernementale stable après les élections du 22 juillet de l'année précédente.
L'Alliance pour le changement et le progrès (AMP), une coalition qui rassemble le Congrès national de reconstruction timoraise et ses alliés, le PLP et le KHUNTO, remporte la majorité absolue des sièges avec près de la moitié des suffrages. Le Front révolutionnaire pour l'indépendance, au pouvoir, obtient le même nombre de sièges malgré un résultat en hausse.

## Historique

### Formation

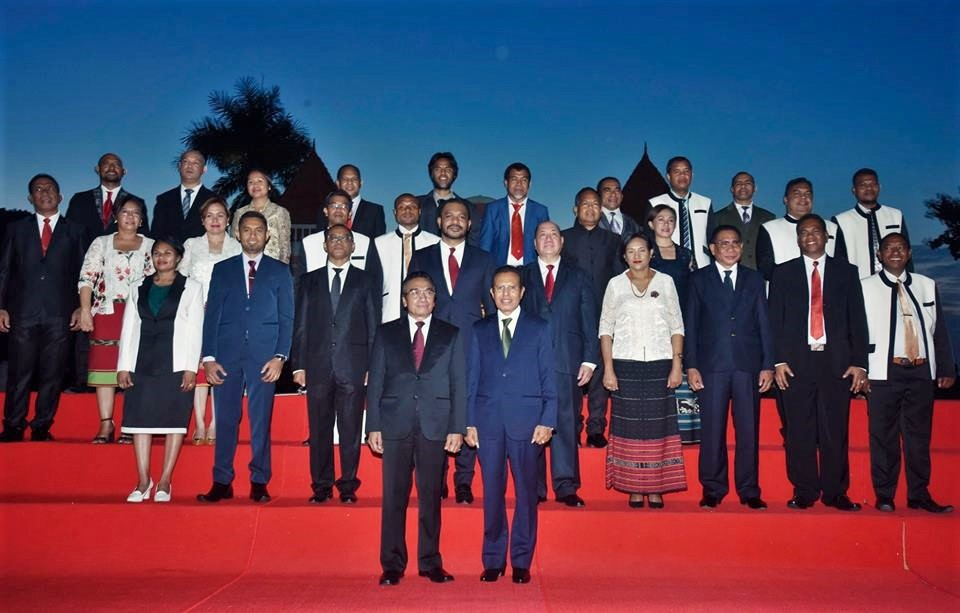
Le gouvernement de l'AMP en 2018.

Trois semaines après les élections anticipées et de semaines de spéculation sur un retour de Xanana Gusmão, l'AMP a nommé Taur Matan Ruak comme candidat au poste de Premier ministre. Le 22 juin 2018, il prête serment en tant que Premier ministre.
Initialement, le 8e gouvernement est issu et soutenu par la coalition de l'AMP, qui était composé du CNRT, du PLP et de KHUNTO.
L'ensemble du gouvernement est nommé le 22 juin 2018. Les deux micro-partis de la coalition (PLP et KHUNTO) se partagent la plupart des portefeuilles, au détriment du CNRT, le principal parti de la coalition.

### Évolution

#### Tensions avec le CNRT
Dès le 22 juin 2018, le nombre insuffisant de portefeuilles accordés au CNRT provoque des tensions. Le dirigeant du parti Xanana Gusmão annonce le jour même qu'il ne rejoint pas le gouvernement et refuse le portefeuille de ministre d'État et conseiller du Premier ministre.
À l'origine de ce refus et du nombre insuffisants de portefeuilles, le refus de Francisco Guterres d'accorder huit portefeuilles au CNRT, invoquant des enquêtes judiciaires pour faute ou mauvaise moralité des personnes proposées.
Le CNRT s'est montré critique vis-à-vis du gouvernement, notamment dans les relations avec le Parlement national, et le parti a indiqué à plusieurs reprises que « l'exécution du budget avait été faible sous les ministres inexpérimentés du PLP et du KHUNTO ».

#### Refus du budget et contre-majorité
Les tensions sont au plus fort lorsque le CNRT s'abstient au vote du budget gouvernemental de 2020. L'abstention du parti est d'autant plus surprenant que le budget avait été réduit de 300 millions de dollars pour tenter de répondre aux exigences du CNRT.
Néanmoins, ce choix de l'abstention est un geste politique, puisque le CNRT a construit une contre-majorité avec l'ensemble des partis (CNRT, KHUNTO, PD, UDT, FM (en) et le PUDD), réunissant 34 sièges sur 65, dans un front uni contre le PLP et le Fretilin. Mais le président Francisco Guterres s'est montré réticent à accepter ce gouvernement alternative dirigé par le CNRT. 
En conséquence de l'apparition d'une contre-majorité, la coalition éclate et le Premier ministre Taur Matan Ruak remet sa démission au Président de la République Francisco Guterres le 25 février 2020.

#### Crise du Covid-19
Néanmoins, à la suite de l'apparition du Covid-19 au Timor oriental, et à l'issue de la réunion hebdomadaire avec le président Francisco Guterres, Taur Matan Ruak annonce le 8 avril 2020 qu'il renonce à sa démission, en raison de l'urgence de la pandémie.
Le contexte de la lutte contre le Covid-19 pousse le parti KHUNTO à quitter la contre-majorité face à Taur Matan Ruak et à soutenir les lois d'état d'urgence en avril 2020, faisant échouer les perspectives d'un retour au pouvoir du CNRT,.

### Remaniement du 24 juin 2020

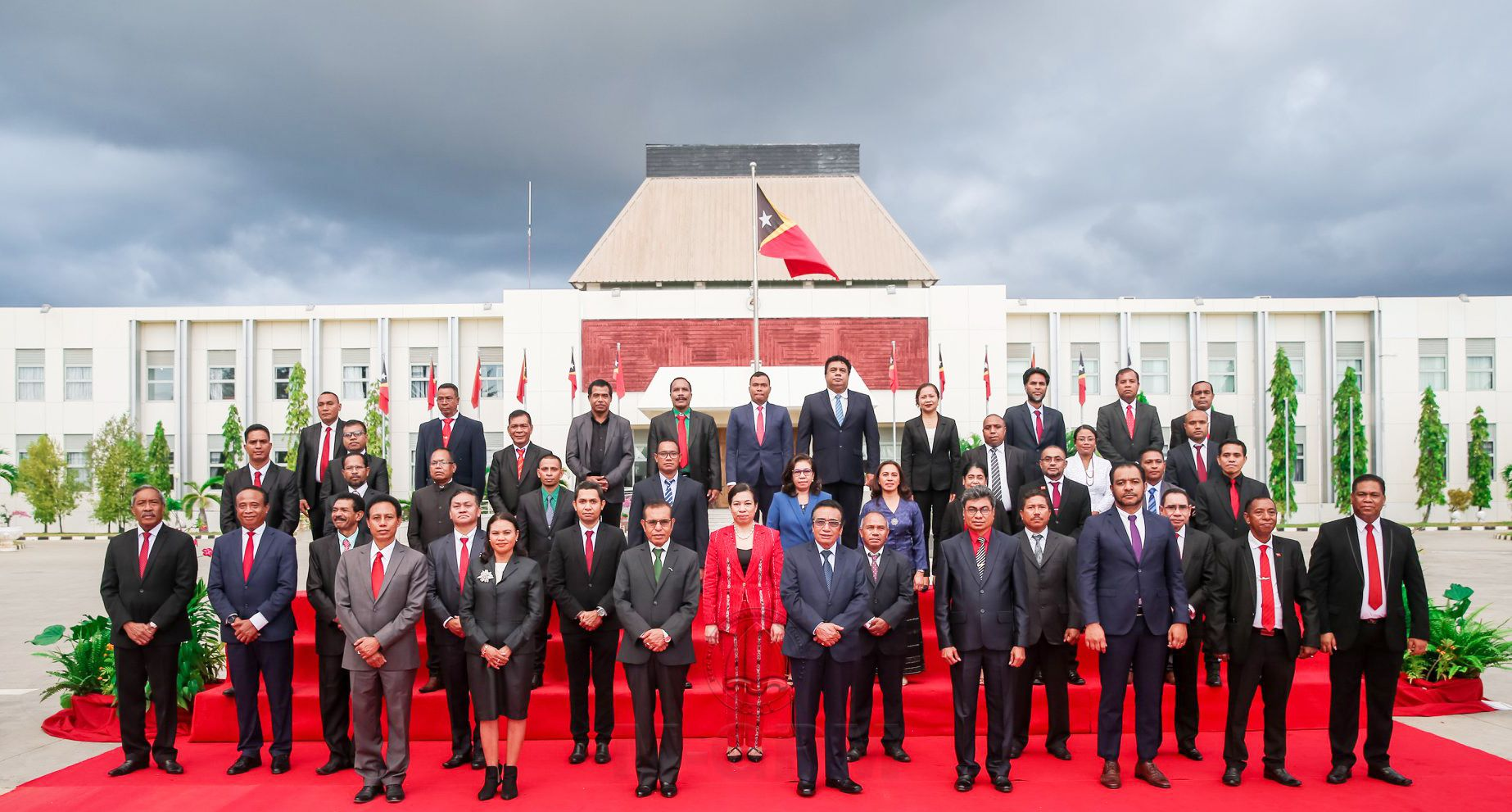
Le nouveau gouvernement issu du remaniement de juin 2020.

En mars 2020, six membres du gouvernement ont été remplacés,.
À la suite de l'effondrement de la coalition de l'AMP au cours des premiers mois de 2020, les ministres membres du CNRT décident de démissionner du gouvernement en mai.
Dans le contexte du Covid-19 et à l'issue du vote sur la loi d'état d'urgence dont Taur Matan Ruak est sorti renforcé grâce à KHUNTO, il appelle à une coalition avec le Fretilin, ce que le parti a rapidement accepté.
Dès mai 2020, de nouvelles nominations ont lieu, mais la nouvelle coalition de Taur Matan Ruak (Fretilin-PLP-KHUNTO-PD) annonce la composition de son gouvernement remanié le 24 juin 2020.
Le remaniement démontre que le parti du Fretilin obtient les principaux ministères, comme la Santé, les Affaires étrangères et les ministères des finances, du tourisme, du commerce et de l'industrie.
Les autres portefeuilles sont partagés entre le PLP et KHUNTO, et le portefeuille du ministère des Affaires des combattants de la libération nationale est recréer et accordé au PD.

### Succession
Les élections législatives est-timoraises de 2023 voient arriver largement en tête le Congrès national de reconstruction timoraise (CNRT), qui remporte à lui seul 31 sièges sur 65, frôlant la majorité absolue. Son principal adversaire, le Front révolutionnaire pour l'indépendance du Timor oriental (Fretilin) arrive loin derrière,.
La victoire du CNRT permet à Xanana Gusmão de retrouver le poste de Premier ministre via la conclusion le 5 juin d'un accord de coalition avec le PD. La session inaugurale du nouveau parlement intervient le 12 juin suivant, suivie de la prestation de serment du nouveau gouvernement le 1er juillet. La victoire du CNRT met fin à la période de cohabitation que connaissait le pays, désormais gouverné par un chef d'Etat et un chef du gouvernement du même parti politique.

## Composition

### Initiale (22 juin 2018)
| Image              | Fonction                                                                  | Nom | Nom                                                                  | Parti  |
| ------------------ | ------------------------------------------------------------------------- | --- | -------------------------------------------------------------------- | ------ |
|                    | Premier ministre                                                          |     | Taur Matan Ruak                                                      | PLP    |
|                    | Ministre d'État à la présidence du Conseil des ministres                  |     | Ágio Pereira (en)                                                    | CNRT   |
|                    | Ministre de la réforme législative et des affaires parlementaires         |     | Fidelis Leite Magalhães (en)                                         | PLP    |
|                    | Ministre des Affaires étrangères et de la coopération                     |     | Dionísio Babo Soares (en)                                            | CNRT   |
|                    | Ministre de la Justice                                                    |     | Manuel Cárceres da Costa (en)                                        | Indép. |
|                    | Ministre de l'Éducation nationale, de la Jeunesse et des Sports           |     | Dulce de Jesus Soares (en) (22 juin 2018 - 25 mai 2020)              | CNRT   |
|                    | Ministre de l'Enseignement supérieur, de la Science et de la Culture      |     | Longuinhos dos Santos (en)                                           | PLP    |
|                    | Ministre de la Solidarité sociale et de l'Inclusion                       |     | Armanda Berta dos Santos                                             | KHUNTO |
|                    | Ministre des Travaux publics                                              |     | Salvador Soares dos Reis Pires (en)                                  | Indép. |
|                    | Ministre des Transports et des Communications                             |     | José Agustinho da Silva (en)                                         | KHUNTO |
|                    | Ministre de l'Agriculture et de la Pêche                                  |     | Joaquim Gusmão Martins (en)                                          | KHUNTO |
|                    | Ministre de la Défense                                                    |     | Filomeno da Paixão de Jesus                                          | Indép. |
| Vice-ministres     |                                                                           |     |                                                                      |        |
|                    | Vice-ministre des Finances                                                |     | Sara Lobo Brites                                                     | CNRT   |
|                    | Vice-ministre de l'Administration d'État                                  |     | Abílio José Caetano (22 juin 2018 - 25 mai 2020)                     | CNRT   |
|                    | Vice-ministre de la Santé                                                 |     | Élia António de Araújo dos Reis Amaral (22 juin 2018 - 3 avril 2020) | CNRT   |
|                    | Vice-ministre de la Santé                                                 |     | Bonifácio dos Reis                                                   | PLP    |
|                    | Vice-ministre de l'Éducation, de la Jeunesse et des Sports                |     | João Zacarias Freitas Soares                                         | KHUNTO |
|                    | Vice-ministre de la Solidarité sociale                                    |     | Signi Verdial                                                        | PLP    |
|                    | Vice-ministre des Travaux publics                                         |     | Nicolau Lino Freitas Belo                                            | KHUNTO |
| Secrétaires d'État |                                                                           |     |                                                                      |        |
|                    | Secrétaire d'État à la Formation Professionnelle et à l'Emploi            |     | Julião da Silva                                                      | KHUNTO |
|                    | Secrétaire d'État aux Coopératives                                        |     | Arsénio Pereira da Silva (22 juin 2018 - 25 mai 2020)                | CNRT   |
|                    | Secrétaire d'État à l'Environnement                                       |     | Demetrio do Amaral de Carvalho                                       | PLP    |
|                    | Secrétaire d'État aux Communications sociales                             |     | Merício Juvenal dos Reis Akara                                       | PLP    |
|                    | Secrétaire d'État à la Terre et à la Propriété                            |     | Mário Ximenes                                                        | KHUNTO |
|                    | Secrétaire d'État à la Jeunesse et aux Sports                             |     | Nélio Isaac Sarmento (22 juin 2018 - 25 mai 2020)                    | CNRT   |
|                    | Secrétaire d'État aux Arts et à la Culture                                |     | Teófilo Caldas                                                       | PLP    |
|                    | Secrétaire d'État aux Affaires des combattants de la libération nationale |     | Gil da Costa Monteiro Oan Soru                                       | KHUNTO |
|                    | Secrétaire d'État à la Protection civile                                  |     | Alexandrino de Araújo                                                | Indép. |
|                    | Secrétaire d'État à l'Égalité et à l'Inclusion                            |     | Maria José da Fonseca Monteiro de Jesus                              | PLP    |

### Remaniement du 24 juin 2020
- Par rapport à la composition précédente, les nouveaux membres sont indiqués en gras, ceux ayant changé d'attributions le sont en italique.

| Image              | Fonction                                                                   | Nom | Nom                                                                   | Parti    |
| ------------------ | -------------------------------------------------------------------------- | --- | --------------------------------------------------------------------- | -------- |
|                    | Premier ministre Ministre de l'Intérieur                                   |     | Taur Matan Ruak                                                       | PLP      |
|                    | Vice-Première ministre Ministre de la Solidarité sociale et de l'Inclusion |     | Armanda Berta dos Santos                                              | KHUNTO   |
|                    | Vice-Premier ministre Ministre de l'Aménagement et du Territoire           |     | José Maria dos Reis (en)                                              | Fretilin |
|                    | Ministre de la Présidence du Conseil des ministres                         |     | Fidelis Leite Magalhães (en)                                          | PLP      |
|                    | Ministre chargé de la Coordination des affaires économiques                |     | Joaquim Amaral (en)                                                   | Fretilin |
|                    | Ministre des Affaires parlementaires et de la Communication sociale        |     | Francisco Jerónimo (en)                                               | Fretilin |
|                    | Ministre des Finances                                                      |     | Fernando Hanjam (en) (29 mai 2020 – 5 novembre 2020)                  | Fretilin |
|                    | Ministre des Finances                                                      |     | Rui Augusto Gomes (en) (depuis le 23 novembre 2020)                   | Indép.   |
|                    | Ministre des Affaires étrangères et de la coopération                      |     | Adaljiza Magno                                                        | Fretilin |
|                    | Ministre de la Justice                                                     |     | Manuel Cárceres da Costa (en) (22 juin 2018 - 22 mars 2022)           | PLP      |
|                    | Ministre de la Justice                                                     |     | Tiago Amaral Sarmento (depuis le 22 mars 2022)                        | Indép.   |
|                    | Ministre de l'Administration d'État                                        |     | Miguel Pereira de Carvalho (en)                                       | Fretilin |
|                    | Ministre de la Santé                                                       |     | Odete Maria Belo (en)                                                 | Fretilin |
|                    | Ministre de l'Éducation nationale, de la Jeunesse et des Sports            |     | Armindo Maia (en)                                                     | Fretilin |
|                    | Ministre de l'Enseignement supérieur, de la Science et de la Culture       |     | Longuinhos dos Santos (en)                                            | PLP      |
|                    | Ministre des Affaires des combattants de la libération nationale           |     | Júlio Sarmento da Costa (en)                                          | PD       |
|                    | Ministre des Travaux publics                                               |     | Salvador Soares dos Reis Pires (en) (22 juin 2018 - 22 mars 2022)     | PLP      |
|                    | Ministre des Travaux publics                                               |     | Abel Pires da Silva (depuis le 22 mars 2022)                          | PLP      |
|                    | Ministre des Transports et des Communications                              |     | José Agustinho da Silva (en)                                          | KHUNTO   |
|                    | Ministre du Tourisme, du Commerce et de l'Industrie                        |     | José Lucas da Silva (en)                                              | Fretilin |
|                    | Ministre de l'Agriculture et de la Pêche                                   |     | Pedro dos Reis (en)                                                   | KHUNTO   |
|                    | Ministre de la Défense                                                     |     | Filomeno da Paixão de Jesus                                           | Indép.   |
|                    | Ministre du Pétrole et des Minéraux                                        |     | Víctor da Conceição Soares (en)                                       | Fretilin |
| Vice-ministres     |                                                                            |     |                                                                       |          |
|                    | Vice-ministre de l'Intérieur                                               |     | Antonio Armindo                                                       | KHUNTO   |
|                    | Vice-ministre des Finances                                                 |     | Sara Lobo Brites ((22 juin 2018 - 22 mars 2022)                       | CNRT     |
|                    | Vice-ministre des Finances                                                 |     | António Freitas (depuis le 22 mars 2022)                              | Indép.   |
|                    | Vice-ministre des Affaires étrangères et de la Coopération                 |     | Julio da Silva                                                        | KHUNTO   |
|                    | Vice-ministre de la Justice                                                |     | José Edmundo Caetano                                                  | KHUNTO   |
|                    | Vice-ministre de l'Administration d'État                                   |     | Lino de Jesus Torrezão                                                | Fretilin |
|                    | Vice-ministre de la Santé                                                  |     | Bonifácio dos Reis                                                    | PLP      |
|                    | Vice-ministre de l'Éducation, de la Jeunesse et des Sports                 |     | Antonio Guterres                                                      | KHUNTO   |
|                    | Vice-ministre de la Solidarité sociale                                     |     | Signi Verdial                                                         | PLP      |
|                    | Vice-ministre des Travaux publics                                          |     | Nicolau Lino Freitas Belo                                             | KHUNTO   |
|                    | Vice-ministre du Tourisme communautaire et culturel                        |     | Inácia da Conceição Teixeira                                          | Fretilin |
|                    | Vice-ministre du Commerce et de l'Industrie                                |     | Domingos Lopes Antunes                                                | Fretilin |
|                    | Vice-ministre de l'Agriculture et de la Pêche                              |     | Abílio Xavier de Araújo                                               | KHUNTO   |
| Secrétaires d'État |                                                                            |     |                                                                       |          |
|                    | Secrétaire d'État à la Formation Professionnelle et à l'Emploi             |     | Alarico de Rosario                                                    | KHUNTO   |
|                    | Secrétaire d'État aux Coopératives                                         |     | Elizário Ferreira                                                     | Fretilin |
|                    | Secrétaire d'État à l'Environnement                                        |     | Demetrio do Amaral de Carvalho                                        | PLP      |
|                    | Secrétaire d'État à la Communication                                       |     | Merício Juvenal dos Reis Akara                                        | PLP      |
|                    | Secrétaire d'État à la Terre et à la Propriété                             |     | Mário Ximenes (22 juin 2018 - 31 mars 2022)                           | KHUNTO   |
|                    | Secrétaire d'État à la Terre et à la Propriété                             |     | Eldino Rodrigues dos Santos (depuis le 31 mars 2022)                  | KHUNTO   |
|                    | Ministre de l'Éducation nationale, de la Jeunesse et des Sports            |     | Abrão Saldanha                                                        | Fretilin |
|                    | Secrétaire d'État aux Arts et à la Culture                                 |     | Teófilo Caldas                                                        | PLP      |
|                    | Secrétaire d'État aux Affaires des combattants de la libération nationale  |     | Gil da Costa Monteiro Oan Soru (22 juin 2018 - 14 mars 2022)          | KHUNTO   |
|                    | Secrétaire d'État aux Affaires des combattants de la libération nationale  |     | Julio da Conceição "Loro Mesak" (depuis le 14 mars 2022)              | Indép.   |
|                    | Secrétaire d'État à la Pêche                                               |     | Elidio de Araújo                                                      | KHUNTO   |
|                    | Secrétaire d'État à la Protection civile                                   |     | Alexandrino de Araújo                                                 | Indép.   |
|                    | Secrétaire d'État à l'Égalité et à l'Inclusion                             |     | Maria José da Fonseca Monteiro de Jesus (22 juin 2018 - 31 mars 2022) | PLP      |
|                    | Secrétaire d'État à l'Égalité et à l'Inclusion                             |     | Maria do Rosário Fátima Correia (depuis le 31 mars 2022)              | PLP      |